# Agnès Busquets i Tarrasa
Agnès Busquets i Tarrasa (Tarragona, 3 de novembre de 1976) és una actriu i escriptora catalana.
Va estudiar art dramàtic a l'Institut del Teatre a Terrassa, on es va llicenciar el 1998. Va iniciar la seva carrera professional al Col·lectiu de Teatre Necessari Trono Villegas, i posteriorment a la Cia. Menudos, dirigida per Pau Miró. Des de llavors, ha col·laborat o participat en diverses produccions teatrals, dirigides, entre d'altres, per Ramón Simó, Joan Anguera o Sílvia Sanfeliu i Elena Espejo.

## Carrera
Va començar la seva carrera televisiva a Televisió de Catalunya, presentant El Club Súper3. Posteriorment va presentar el concurs en anglès Play. Després va participar en diverses produccions d'El Terrat (Malalts de tele, La Cosa Nostra o Set de notícies. Més endavant ha col·laborat amb diversos projectes de la productora Minoria Absoluta, entre els quals destaquen els programes Polònia i Crackòvia, ambdós emesos per TV3. A la ràdio, va col·laborar en el programa La tribu de Catalunya Ràdio, durant l'etapa de Tatiana Sisquella. D'altra banda també és col·laboradora al programa No ho sé de RAC1.
Des del 2009 està casada amb Roger de Gràcia, amb qui té un fill.

## Publicacions
- Mare en pràctiques (Columna, 2012)
- No ho sé, digue-m'ho tu (2023)[6]